# Aan Aviansyah
Aan Aviansyah (ur. 1990 w Surabai) – indonezyjski wspinacz sportowy, specjalizował się w boulderingu, prowadzeniu oraz we wspinaczce łącznej. Mistrz Azji we wspinaczce sportowej w konkurencji boulderingu w 2014.

## Kariera sportowa
Na mistrzostwach Azji w 2014 w indonezyjskim Lomboku we wspinaczce sportowej zdobył dwa medale; złoty w konkurencji boulderingu w finale pokonał Chińczyków Ma Zidę oraz Qu Haibina. W prowadzeniu wywalczył srebrny medal w finale przegrał z Koreańczykiem Min Hyun-binem.

## Osiągnięcia

### Mistrzostwa świata
| Konkurencje  | 2011 |
| Bouldering   | 57   |
| Wsp. na czas | 42   |

### Mistrzostwa Azji
| Konkurencje  | 2007 | 2009 | 2014 | 2015 | 2017 |
| Bouldering   | —    | 11   | 1    | 15   | 12   |
| Prowadzenie  | —    | 25   | 2    | 24   | —    |
| Wsp. na czas | 14   | 9    | —    | —    | —    |